# Philodromus denisi
Philodromus denisi este o specie de păianjeni din genul Philodromus, familia Philodromidae, descrisă de Levy, 1977.
Este endemică în Libya. Conform Catalogue of Life specia Philodromus denisi nu are subspecii cunoscute.